# Mario Mazzuca
 (mars 2011).
Si vous disposez d'ouvrages ou d'articles de référence ou si vous connaissez des sites web de qualité traitant du thème abordé ici, merci de compléter l'article en donnant les références utiles à sa vérifiabilité et en les liant à la section « Notes et références ».
Mario Mazzuca, né le 13 octobre 1910 à Naples et mort le 3 octobre 1983 à Rome, est un directeur sportif italien et un joueur de rugby à XV.

## Biographie
Mario Mazzuca est un dirigent du sport italien depuis 1935, il est spécialement engagé dans les organisations de la jeunesse. Dès 1928, il fait partie des pionniers de la Fédération italienne de rugby à XV pour laquelle il occupe cinq fois le poste de vice-président, dix fois celui de conseiller et une fois de commissaire spécial. En 1939, il devient un dirigeant du comité national olympique italien et de 1953 à 1975, le secrétaire général du comité.
Mario Mazzuca dirige, en qualité de chef de mission, l’équipe italienne aux Jeux méditerranéens de Barcelone en 1955, de Beyrouth en 1959, de Naples en 1963, de Tunis en 1967 et de Izmir en 1971. Aux Jeux d’Alger en 1975, il est invité avec sa femme par le comité organisateur des Jeux. Pendant la période 1955/1975, Mazzuca, grâce à l'estime et à la confiance du président du comité national olympique italien, Giulio Onesti, participe en tant que représentant du comité à plusieurs réunions du comité des Jeux méditerranéens et même – en qualité d’observateur – à celles de exécutif dudit comité.
Il est décoré de l’étoile d’or du mérite sportif, c'est-à-dire la plus importante décoration sportive italienne, de la médaille d’or de la  FIRA et de l'Ordre du Mérite sportif française en 1960. Il est aussi décoré de la Croix de Grand Officier de l’Ordre du Mérite de la République italienne. Le 3 février 2007, la commune de Rome a inauguré le “Largo Mario Mazzuca – pioniere del rugby", juste devant le stade Flaminio, avant le début du match de rugby entre l'Italie et la France, un pays auquel il était attaché.
En 2010 l'État Italien a honoré Mario Mazzuca avec l'émission d'un timbre.